# Won't Let You Go (Martin Garrix, Matisse & Sadko & John Martin)
Won't Let You Go is een nummer van de Nederlandse dj Martin Garrix, het Russische dj-duo Matisse & Sadko en de Zweedse zanger John Martin uit 2021.
"Won't Let You Go" was de openingstrack van de eerste sets van Garrix na de coronapandemie. Het was voor de vierde keer dat hij met Matisse & Sadko samenwerkte, en de derde keer dat hij met Martin samenwerkte. De tekst gaat over een beginnende liefde waarbij de ik-figuur bereid is alles voor zijn geliefde te doen, en haar nooit in de steek zal laten. Het nummer werd enkel in Nederland een hit, met een bescheiden 33e positie in de Nederlandse Top 40.